# Poney de Birmanie
Le poney de Birmanie, ou bama myinn dans la langue locale, est une race de poney originaire de la Birmanie, en Asie. Il a servi de poney de polo, notamment pour les Britanniques. Il se révèle également réputé pour la randonnée au long cours. 

## Histoire
En birman, ces poneys sont nommés « cama myinn », ce qui signifie tout simplement « cheval birman ». Leur origine reste inconnue.

## Description
Ces poneys sont de petits animaux solides et de pied sûr, au tempérament proche de celui de l'Islandais. La FAO distingue cette race, pour laquelle la taille moyenne des mâles est de 1,45 m, du poney Shan (en birman Shan myinn), qui est plus petit. Maurizio Bongianni, confondant le poney de Birmanie avec le Shan, indique une taille moyenne de 1,32 m. Ces animaux se sont adaptés au climat humide et pluvieux de la Birmanie.
La tête est petite et légère, avec un profil rectiligne et des yeux en amande. L'encolure est musclée et bien proportionnée. Le garrot n'est pas saillant. Le dos est droit et plutôt long, la croupe inclinée. La poitrine est profonde, l'épaule peu inclinée. Le pied est petit, avec une corne très dure.
Ils sont élevés dans des conditions plutôt mauvaises, mais les Birmans se montrent dans l'ensemble doux avec leurs animaux, et tentent de s'en occuper du mieux possible.
La robe peut être baie, baie-brune, noire, grise ou alezane.
Le tempérament est actif, mais assez imprévisible. L'animal est doué de force et d'endurance.

## Utilisations
Ces animaux étaient parfois utilisés comme poneys de polo par les Britanniques présents dans la région, en particulier vers Rangoon et Madras. Début 1887, George Younghusband, un officier anglais inexpérimenté, choisit un poney birman de 12 mains (1,22 m) nommé Joe, et part pour une longue randonnée dans le Sud-Est asiatique. Bien que petit, l'animal fait preuve d'une endurance et d'une force remarquables durant son voyage de 1800 miles (2 900 km). D'autres récits du même type louent les qualités de ces poneys pour les randonnées au long cours.

## Diffusion de l'élevage
Il n'existe pas d'estimation fiable du nombre de ces poneys en Birmanie, les données transmises à la FAO en 1991 donnant simplement une fourchette très large entre 10 000 et 100 000 animaux. En 2007, la race n'est pas enregistrée comme étant en danger par la FAO. Par contre, en 2010, le poney de Birmanie est considéré par l'étude de l'université d'Uppsala comme une race locale asiatique en danger critique d'extinction.